# 三浦頼盛
三浦 頼盛（みうら よりもり）は、鎌倉時代の武将。鎌倉幕府の御家人。三浦盛時の六男で、父の後を継承して三浦氏宗家を継ぐ。
1257年（正嘉元年）、鶴岡八幡宮放生会の供奉人名簿に従兄弟の三浦経光と共に登場したのが史料における初出である。
1261年（弘長元年）8月15日、放生会において宗尊親王の随兵を担当。1264年（文永元年）には、宗尊親王が小町の新邸に住居を移す際の随兵を務めた。
1290年（正応3年）11月、北条時輔の遺子を捕縛し、刎首する。時輔の子はクーデターを画策し、後ろ盾として頼盛を頼ろうとしたという。経緯は『保暦間記』『北条九代記』などに綴られている。